# Coupe Intertoto 1998
Navigation
Édition précédente Édition suivante
La Coupe Intertoto 1998 est la quatrième édition de la Coupe Intertoto organisée par l'Union des associations européennes de football (UEFA). Elle se déroule du 20 juin au 25 août 1998.
La compétition est remportée par le Bologne FC 1909, le Werder Brême et le Valence CF qui sont ainsi qualifiés pour la Coupe UEFA 1998-1999.

## Format
Le format de cette compétition est modifié en 1998 ; la phase de groupes est supprimée, et la compétition devient un tournoi intégralement à élimination directe, en cinq tours aller-retour.
60 équipes provenant des associations membres de l'UEFA participent à la Coupe Intertoto 1998, leur tour d'entrée est déterminé suivant la règle suivante :
- Huit équipes parmi les huit meilleures associations au classement UEFA entrent au troisième tour ;
- Douze équipes parmi les douze meilleures associations au classement UEFA entrent au deuxième tour ;
- Les 40 autres clubs entrent au premier tour.

## Calendrier
| Nom            | Date aller      | Date retour     | Équipes participantes |
| -------------- | --------------- | --------------- | --------------------- |
| Premier tour   | 20 & 21 juin    | 27 & 28 juin    | 40                    |
| Deuxième tour  | 4 & 5 juillet   | 11 & 12 juillet | 32 (20 + 12 entrants) |
| Troisième tour | 18 & 19 juillet | 25 juillet      | 24 (16 + 8 entrants)  |
| Demi-finales   | 29 juillet      | 5 août          | 12                    |
| Finales        | 11 août         | 25 août         | 6                     |

## Premier tour
| Équipe 1                | Score | Équipe 2                | Aller | Retour |
| ----------------------- | ----- | ----------------------- | ----- | ------ |
| Altay                   | 5–4   | Shamrock Rovers         | 3–1   | 2–3    |
| Ethnikos Achnas         | 2–5   | Örgryte                 | 2–1   | 0–4    |
| Dnepr                   | 2–10  | Debrecen                | 2–4   | 0–6    |
| Leiftur                 | 0–6   | Vorskla Poltava         | 0–3   | 0–3    |
| Ebbw Vale               | 1–9   | Kongsvinger             | 1–6   | 0–3    |
| Naţional Bucharest      | 5–2   | Hapoël Haïfa            | 3–1   | 2–1    |
| Austria Vienne          | 2–3   | Ruch Chorzów            | 0–1   | 2–2    |
| Baltika                 | 5–1   | Spartak Varna           | 4–0   | 1–1    |
| Stabæk                  | 3–5   | Vojvodina               | 1–2   | 2–3    |
| NK Hrvatski Dragovoljac | 2–4   | Lyngby                  | 1–4   | 1–0    |
| FC Rimavská Sobota      | 3–2   | Omagh Town FC           | 1–0   | 2–2    |
| CS Hobscheid            | 1–2   | SK Hradec Králové       | 0–0   | 1–2    |
| Diósgyőri FC            | 5–2   | Sliema Wanderers FC     | 2–0   | 3–2    |
| TPS Turku               | 3–3   | FC Sion                 | 0–1   | 3–2    |
| Vágs Bóltfelag          | 1–6   | 1.FC Brno               | 0–3   | 1–3    |
| FC Saint-Gall           | 9–3   | JK Tulevik Viljandi     | 3–2   | 6–1    |
| Dinaburg Daugavpils     | 2–5   | OD Trencin              | 1–1   | 1–4    |
| Inkaras Kaunas          | 1–1   | Bakou Fehlesi           | 1–0   | 0–1    |
| Torpedo Koutaïssi       | 7–1   | Erebuni-Homenmen Erevan | 6–0   | 1–1    |
| FK Makedonija GP Skopje | 5–3   | Olimpija Ljubljana      | 4–2   | 1–1    |

## Deuxième tour
| Équipe 1                | Score | Équipe 2                 | Aller | Retour |
| ----------------------- | ----- | ------------------------ | ----- | ------ |
| Werder Brême            | 5–1   | Inkaras Kaunas           | 4–1   | 1–0    |
| TPS Turku               | 2–5   | FK Chinnik Iaroslavl     | 0–2   | 2–3    |
| 1.FC Brno               | 5–5   | RCD Espanyol             | 5–3   | 0–2    |
| AB Copenhague           | 3–3   | Vorskla-Naftogaz Poltava | 2–2   | 1–1    |
| SV Austria Salzbourg    | 3–2   | FC Saint-Gall            | 3–1   | 0–1    |
| Iraklis Thessalonique   | 3–4   | Naţional Bucharest       | 3–1   | 0–3    |
| KFC Lommel SK           | 2–2   | Torpedo Koutaïssi        | 0–1   | 2–1    |
| Vojvodina               | 4–0   | Örebro SK                | 2–0   | 2–0    |
| FK Makedonija GP Skopje | 1–7   | SC Bastia                | 1–0   | 0–7    |
| FC Twente               | 2–0   | Kongsvinger IL           | 2–0   | 0–0    |
| UC Sampdoria            | 2–1   | FC Rimavská Sobota       | 2–0   | 0–1    |
| Samsunspor              | 4–3   | Lyngby BK                | 3–0   | 1–3    |
| Debrecen VSC            | 1–1   | SK Hradec Králové        | 0–0   | 1–1    |
| Altay                   | 2–1   | Diósgyőri FC             | 1–1   | 1–0    |
| Örgryte IS              | 2–2   | Ruch Chorzów             | 2–1   | 0–1    |
| FK AS Trenčín           | 0–1   | FK Baltika Kaliningrad   | 0–1   | 0–0    |

## Troisième tour
| Équipe 1           | Score | Équipe 2              | Aller | Retour |
| ------------------ | ----- | --------------------- | ----- | ------ |
| Debrecen           | 3–2   | FC Hansa Rostock      | 1–1   | 2–1    |
| KRC Harelbeke      | 0–4   | UC Sampdoria          | 0–1   | 0–3    |
| AJ Auxerre         | 1–2   | RCD Espanyol          | 1–1   | 0–1    |
| Ruch Chorzów       | 2–2   | CF Estrela da Amadora | 1–1   | 1–1    |
| Valence CF         | 4–2   | FK Chinnik Iaroslavl  | 4–1   | 0–1    |
| Crystal Palace FC  | 0–4   | Samsunspor            | 0–2   | 0–2    |
| Fortuna Sittard    | 5–2   | Vorskla Poltava       | 3–0   | 2–2    |
| Bologne FC 1909    | 3–3   | Naţional Bucarest     | 2–0   | 1–3    |
| SC Bastia          | 4–3   | Altay                 | 2–0   | 2–3    |
| K.F.C. Lommel S.K. | 2–5   | Werder Brême          | 1–3   | 1–2    |
| FC Twente          | 3–5   | SV Austria Salzbourg  | 2–2   | 1–3    |
| Vojvodina          | 4–2   | Baltika               | 4–1   | 0–1    |

## Demi-finales
| Équipe 1        | Score | Équipe 2             | Aller | Retour |
| --------------- | ----- | -------------------- | ----- | ------ |
| SC Bastia       | 2–4   | Vojvodina            | 2–0   | 0–4    |
| Bologne FC 1909 | 3–2   | UC Sampdoria         | 3–1   | 0–1    |
| Fortuna Sittard | 3–4   | SV Austria Salzbourg | 2–1   | 1–3    |
| Ruch Chorzów    | 4–0   | Debrecen             | 1–0   | 3–0    |
| Werder Brême    | 6–0   | Samsunspor           | 3–0   | 3–0    |
| RCD Espanyol    | 0–3   | Valence CF           | 0–1   | 0–2    |

## Finales
| Équipe 1             | Score | Équipe 2     | Aller | Retour |
| -------------------- | ----- | ------------ | ----- | ------ |
| SV Austria Salzbourg | 1–4   | Valencia CF  | 0–2   | 1–2    |
| Werder Breme         | 2–1   | Vojvodina    | 1–0   | 1–1    |
| Bologne              | 3–0   | Ruch Chorzów | 1–0   | 2–0    |